# Dai darogu!
Dai Darogu! (belarussisch: Дай Дарогу!) ist eine belarussische Punkrockband, die 1998 in Brest gegründet wurde. Die Gruppe hat bisher sieben Studioalben veröffentlicht und ist in Belarus, Russland und der Ukraine bekannt geworden. Die Formation hat auch Konzerte in Polen gegeben, unter anderem beim Basowiszcza-Festival 2017. Die Texte der von Bandleader Yuri Stylski überwiegend auf Russisch geschriebenen Lieder zeichnen sich durch eine provokante Sprache aus.

## Geschichte
Ihr neuestes Album Pod voj sobak (Während die Hunde heulen) ist eine kraftvolle musikalische Reaktion auf die politische Situation in Belarus. Es thematisiert die Diktatur Lukaschenkos, die Massenproteste nach den Präsidentschaftswahlen am 9. August 2020 und die allgegenwärtige Polizeigewalt.

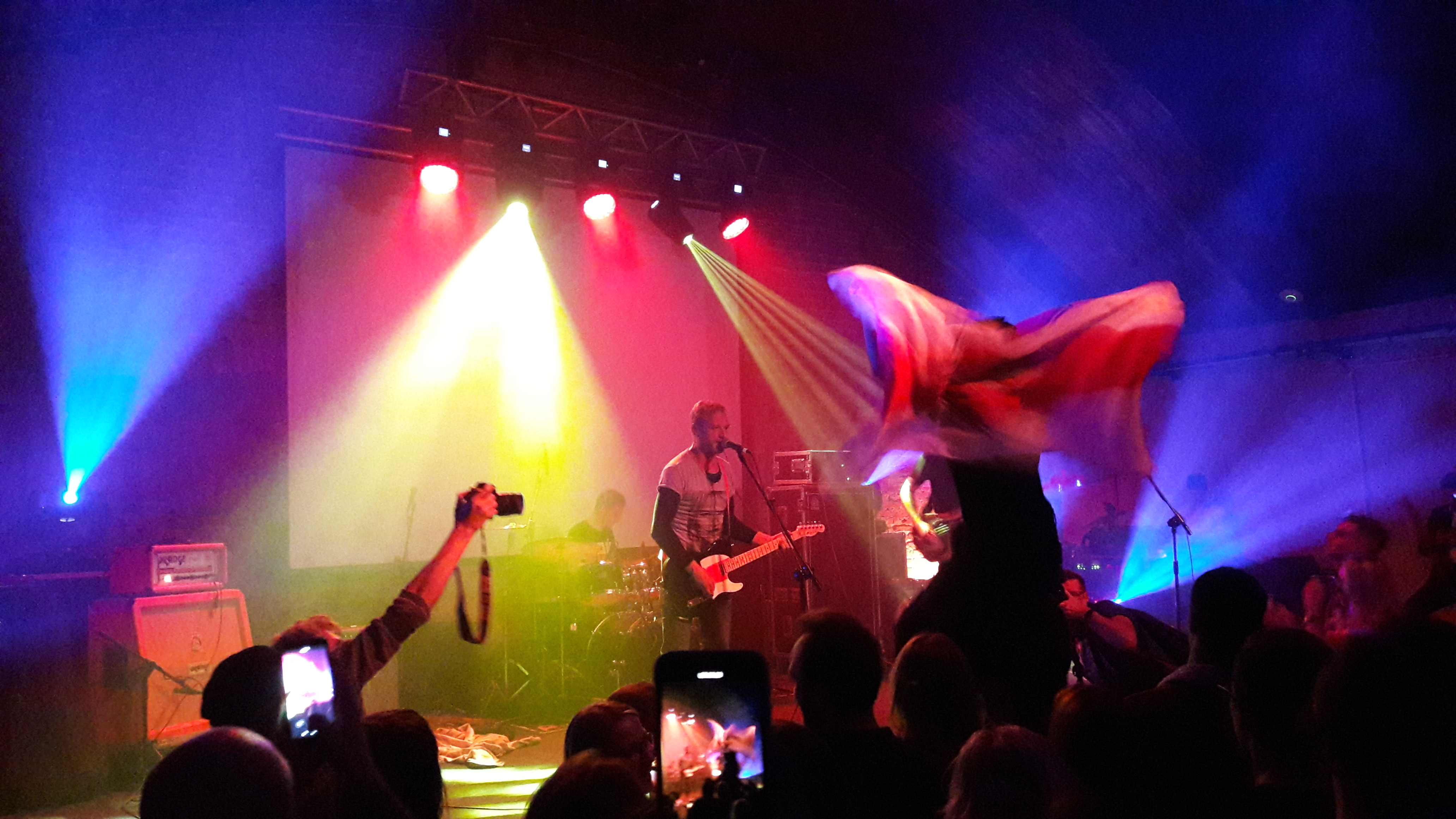
Die Band während ihres Auftritts beim Konzert „Solidarität mit Belarus“ am 26. Oktober 2019 in Warschau

Für seine Teilnahme an den belarussischen Protesten im Jahr 2020 wurde Stylsky inhaftiert. Eine Menschenmenge forderte damals vor der Polizeiwache die Freilassung des Musikers. Stylsky wurde nach Hause geschickt, musste aber ein Protokoll unterschreiben, in dem er versprach, „nie wieder zu protestieren“. Er gab daraufhin heimlich Konzerte und nahm das Lied Busel (Storch) auf. Darin erzählt er die Geschichte eines Zusammenstoßes zwischen dem majestätischen Vogel und dem Präsidentenhubschrauber über Minsk. Lukaschenko stürzt zu Tode, und der Storch wird zum Nationalhelden.

## Diskografie

### Studioalben
- 1999: Зарубило!
- 2002: На морозе!
- 2004: 20 см.
- 2008: Д.С.П.Г.
- 2012: Сквозь говно
- 2015: Дай дарогу!
- 2020: Под вой собак

### Akustik-Alben
- 2005: Акустика-1
- 2011: Боли нет
- 2013: Велоакустика, часть 1
- 2014: Велоакустика, часть 2

### Sampler
- 2006: Supersession